# Stmpd Rcrds
Stmpd Rcrds (pronuncia "stamped records") è una casa discografica di musica elettronica fondata dal dj e produttore olandese Martin Garrix, il 4 Marzo 2016.

## Storia
Martin Garrix ha annunciato la creazione di Stmpd attraverso un programma televisivo olandese e la sua miniserie YouTube, The Martin Garrix Show,  dopo aver chiuso il contratto con la Spinnin 'Records e MusicAllStars Management nel 2015.  Ha affermato che questo era il risultato di disaccordi sui diritti musicali con Spinnin '.
Il nome dell'etichetta si riferisce ai francobolli ed è stato ispirato dalla società di aste di francobolli di suo padre.
Garrix ha pubblicato la prima canzone per l'etichetta, Now That I've Found You, con le voci di John Martin e Michel Zitron l'11 marzo 2016. La strumentale originale era soprannominata Don't Crack Under Pressure dai fan, dopo che è stato utilizzato in uno spot pubblicitario per TAG Heuer in cui lo stesso Garrix saltava in mare e promuoveva le capacità di impermeabilità dei loro orologi.  La melodia della canzone è stata originariamente creata da Garrix durante Dancefair nell'aprile 2015, e in particolare è stata suonata in seguito durante il suo set di chiusura del Sziget Festival .
Per celebrare il lancio della nuova etichetta, Garrix ha ospitato una festa allo STORY Nightclub con "Chris Maillé" il 18 marzo 2016, dopo aver chiuso il palco principale dell'Ultra Music Festival Miami.

## Artisti
- Jonas Aden[1]
- Alpharock[2]
- Area21[3]
- Arty[4]
- Aspyer[5]
- Bad Decisions[6]
- Badflite[7]
- Taska Black[8]
- Blinders[9]
- Brooks[10]
- Caius[11]
- Cazztek[12]
- Cesqeaux[13]
- Cliq[8]
- CMC$[14]
- Codes[15]
- Syn Cole[16]
- Conro[17]
- Crash Land[18]
- Disero[17]
- DubVision[19]
- Dyro[20]
- Dzeko[21]
- Eauxmar[9]
- Ralph Felix[22]
- Focus Fire[21]
- Dillon Francis[23]
- Pierce Fulton[24]
- Salvatore Ganacci[25]
- Martin Garrix[26]
- Goja[8]
- GRX[27]
- Jay Hardway[28]
- Hawksburn[21]
- Todd Helder[29]
- Seth Hills[30]
- Ibranovski[21]
- Infuze[9]
- Julian Jordan[2]
- Kev[22]
- King Arthur[31]
- Lione[32]
- Lost Frequencies[12]
- Loopers[9]
- Magnificence[21]
- John Martin[33]
- Tom Martin[34]
- Matisse & Sadko[35]
- Mesto[36]
- Bart B More[9]
- Justin Mylo[37]
- Osrin[9]
- Florian Picasso[28]
- Perk Pietrek[13]
- Raiden[19]
- Junior Sanchez[21]
- Silque[9]
- Slvr[21]
- Third Party[33]
- TV Noise[9]
- Two Pauz[21]
- Van Duo[12]
- Michel Zitron[33]
- Zonderling[38]